# Sune Lundborg
Sune Lundborg, född 22 februari 1903 i Uppsala, död 2 april 1976,  var en svensk jurist. Han var far till Åke Lundborg.
Lundborg, som var son till professor Herman Lundborg och Thyra Peterson, blev filosofie kandidat vid Uppsala universitet 1926 och juris kandidat 1931. Efter tingstjänstgöring 1931–1933 blev han länsnotarie i Västernorrlands län 1933, förste länsassessor 1953, i Östergötlands län 1955 och var landssekreterare i Västernorrlands län 1957–1964, i Uppsala län 1964–1968. Han var ordförande i direktionen för Gådeå sjukhus i Härnösand 1959–1964.